# Cardiosace bidentata
Cardiosace bidentata är en fjärilsart som beskrevs av George Francis Hampson 1902. Cardiosace bidentata ingår i släktet Cardiosace och familjen nattflyn. Inga underarter finns listade i Catalogue of Life.